# Zakłady Mechaniczne „Bumar-Łabędy”
Zakłady Mechaniczne „Bumar-Łabędy” SA – polskie przedsiębiorstwo z siedzibą w Gliwicach w dzielnicy Łabędy w pobliżu Kanału Gliwickiego.

## Historia

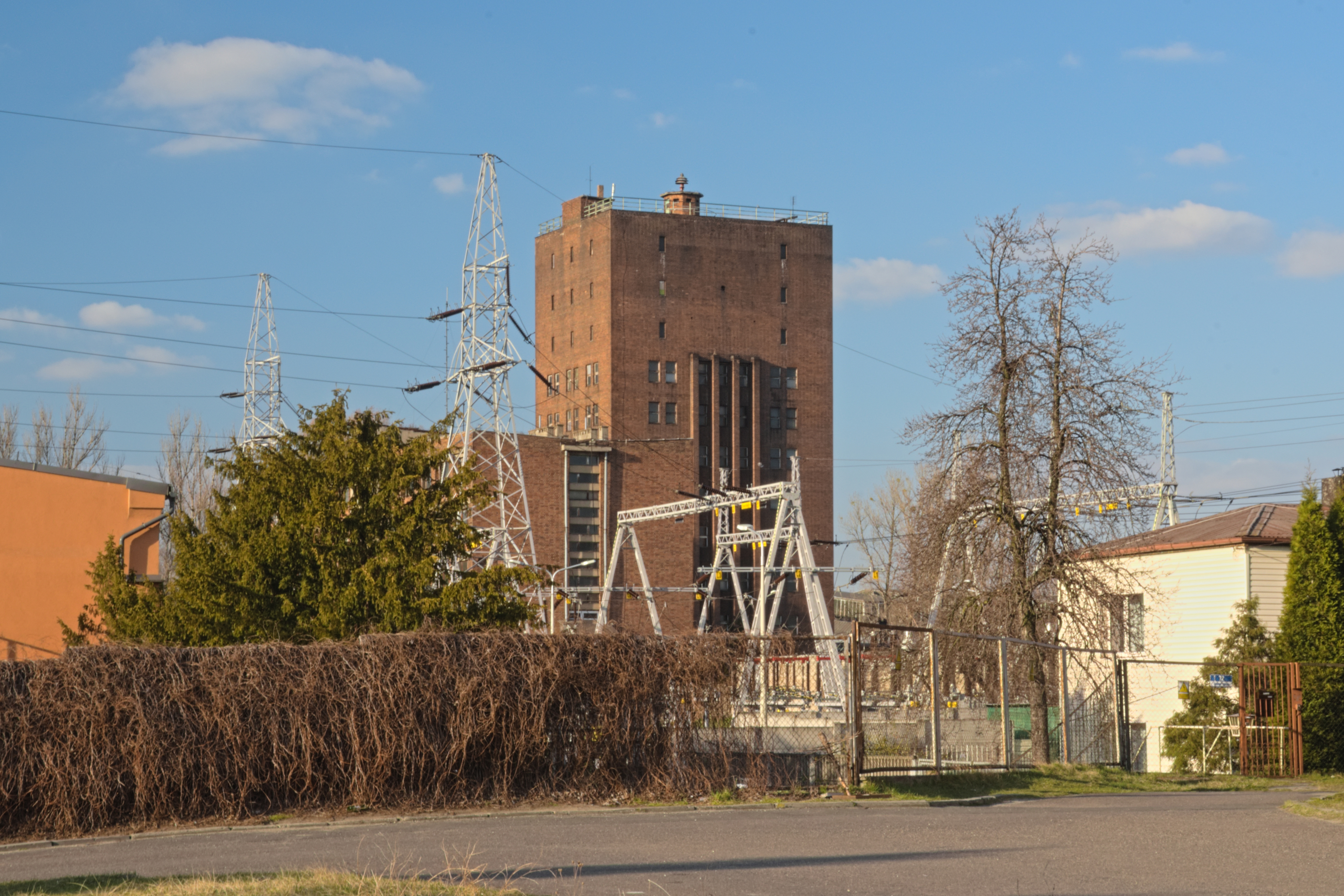
Dawny budynek dyrekcji, który pełnił także rolę zakładowej wieży ciśnień (2019)

Początki przemysłu zbrojeniowego w dzielnicy Łabędy sięgają 1938 roku, kiedy to rozpoczęto budowę stalowni martenowsko-elektrycznej nieopodal Herminenhütte (ob. Huta Łabędy). Presswerk – Laband (prasownię) uruchomiono w czasie II wojny światowej, a od 1942 rozpoczęto produkcję zbrojeniową.
Wczesną wiosną 1945 na polecenie radzieckich władz wojskowych część maszyn i urządzeń tych zakładów została zdemontowana i wywieziona do zakładów Dnieprospecstal w Zaporożu (ZSRR) jako łupy wojenne. Przy demontażu pracowali więźniowie, w większości miejscowi Niemcy, ale także Ślązacy, a nawet powstańcy śląscy.
W 1946 r. powstała Huta Łabędy, która weszła w skład Gliwickiego Zjednoczenia Hutniczego. W styczniu 1947 rozpoczęła się planowa produkcja stalowych konstrukcji, między innymi mostów drogowych i kolejowych, wyprodukowano tu maszt wieży radiowej w Raszynie oraz wrocławską Iglicę. W 1948 r. utworzono Zakład Inwestycyjno-Remontowy ZIR. W kwietniu 1951 rozporządzeniem Ministra Przemysłu Ciężkiego na bazie ZIR powstały Zakłady Mechaniczne ŁABĘDY w Łabędach. Głównym zadaniem zakładu miała być produkcja ciężkich pojazdów gąsienicowych. W 1953 r. nadano Zakładom Mechaniczny ŁABĘDY patrona, którym był Józef Stalin. Od tego momentu zmieniły one nazwę na Zakłady Mechaniczne im. Stalina. W 1956 r., po wydarzeniach październikowych, zmieniono nazwę na Zakłady Mechaniczne w Łabędach.
Produkcja zakładu opierała się głównie na sprzęcie pancernym. W latach 1951–1956 powstawał tu model licencyjny T-34/85, do 1964 model T-54, a potem T-55A. W Ośrodku Badawczo-Rozwojowym Urządzeń Mechanicznych w Gliwicach, powstały między innymi wóz zabezpieczenia technicznego WZT-1 i WZT-2 oraz most szturmowy BLG-67, które produkowano w ZM ŁABĘDY.
W latach 50. XX w. zakład zajmował się także produkcją wyrobów rynku cywilnego: maszynek do chleba, żyrandoli, młotków, imadeł, pralek itp. Na eksport produkowano koparki mechaniczne. W 1954 roku rozpoczęto produkcję ciągnika gąsienicowego KD-35 na podstawie licencji i dokumentacji radzieckiej jako Mazur D-35.
W 1974 r., decyzją Ministra Przemysłu Maszynowego, zakład przemianowano na Kombinat Urządzeń Mechanicznych BUMAR-ŁABĘDY w Gliwicach. W skład kombinatu weszły różne inne przedsiębiorstwa, często położone daleko od Gliwic, na przykład: Zakład Maszyn Budowlanych FAMABA w Głogowie, Zakład Maszyn Budowlanych w Wadowicach, Zakład Maszyn Budowlanych w Mrągowie albo Zakład Metalowy w Zabrzu. W latach 80. XX w. wiele zakładów wyłączono jednak z kombinatu.
Na początku lat 90. XX w. przedsiębiorstwo przeżyło trudny okres związany z przemianami gospodarczymi po upadku systemu komunistycznego. 1 lipca 1993 dokonano komercjalizacji przedsiębiorstwa, kombinat stał się spółką akcyjną o nazwie Zakłady Mechaniczne „Bumar-Łabędy” SA w Gliwicach. W grudniu 2002 z Zakładów Mechanicznych „Bumar-Łabędy” wyodrębniono Zakład Produkcji Specjalnej „Bumar-Łabędy” zajmujący się wyłącznie produkcją wozów bojowych. W marcu 2010 ZPS B-Ł rozwiązano włączając go ponownie do Zakładów Mechanicznych „Bumar-Łabędy” w Gliwicach. Zakłady Mechaniczne „Bumar-Łabędy” należały przez lata do grupy Bumar (od 2013 r. pod firmą Polski Holding Obronny).
19 sierpnia 2014 r. Polska Grupa Zbrojeniowa SA przejęła od PHO sp. z o.o. ZM „Bumar-Łabędy” SA.

## Produkcja
Produkcja zakładów opiera się na wszelkim sprzęcie pancernym, do którego należały między innymi: czołgi T-72 M1 oraz PT-91, wozy zabezpieczenia technicznego WZT-3 i WZT-4, mosty towarzyszące PMC-90. W marcu 2010 ZM Bumar-Łabędy ukończyły kontrakt na rzecz Malezji na PT-91M, PMC-91M, WZT-4, MID-M i dodatkowe elementy. 17 stycznia 2012 r. Bumar Sp. z o.o. podpisał kontrakt z hinduską firmą BEML Limited na dostawę 204 sztuk Wozów Zabezpieczenia Technicznego WZT-3 dla Ministerstwa Obrony Indii o całkowitej wartości kontraktu ok. 275 mln USD, głównym wykonawcą mają być ZM „Bumar-Łabędy”.
Od 2015 roku ZM „Bumar-Łabędy” są głównym wykonawcą w modernizacji czołgów Leopard 2A4 do standardu Leopard 2PL oraz od 2019 roku prowadzą remonty z modyfikacją czołgów T-72M1 do standardu T-72M1R, polegającą m.in. na dodaniu kamer termowizyjnych III generacji KLW-1 Asteria, cyfrowego układu rozruchu silnika, zewnętrznych koszy transportowych, cyfrowych systemów łączności wewnętrznej i zewnętrznej, nowych zestawów gąsienic oraz nowy system zasilania.
Zakład produkuje także maszyny budowlane, takie jak żurawie czy koparki oraz konstrukcje spawane, przekładnie i koła zębate. Zakład jest zaliczany do grupy przedsiębiorstw kluczowych dla polskiej gospodarki. Przedsiębiorstwo podlega osłonie operacyjnej SKW.

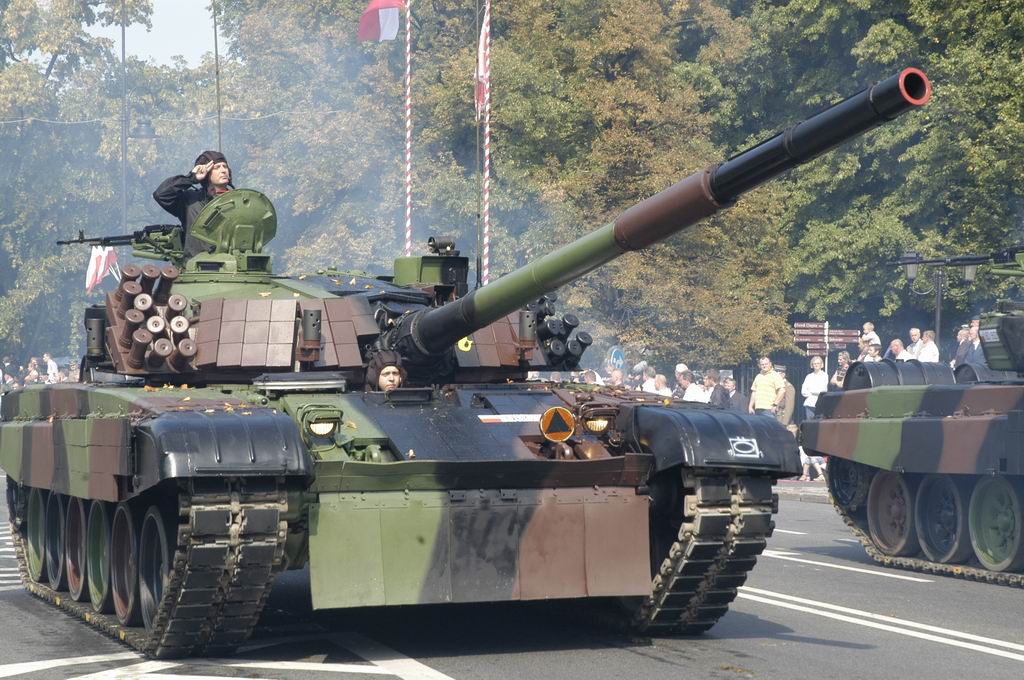
Czołg PT-91
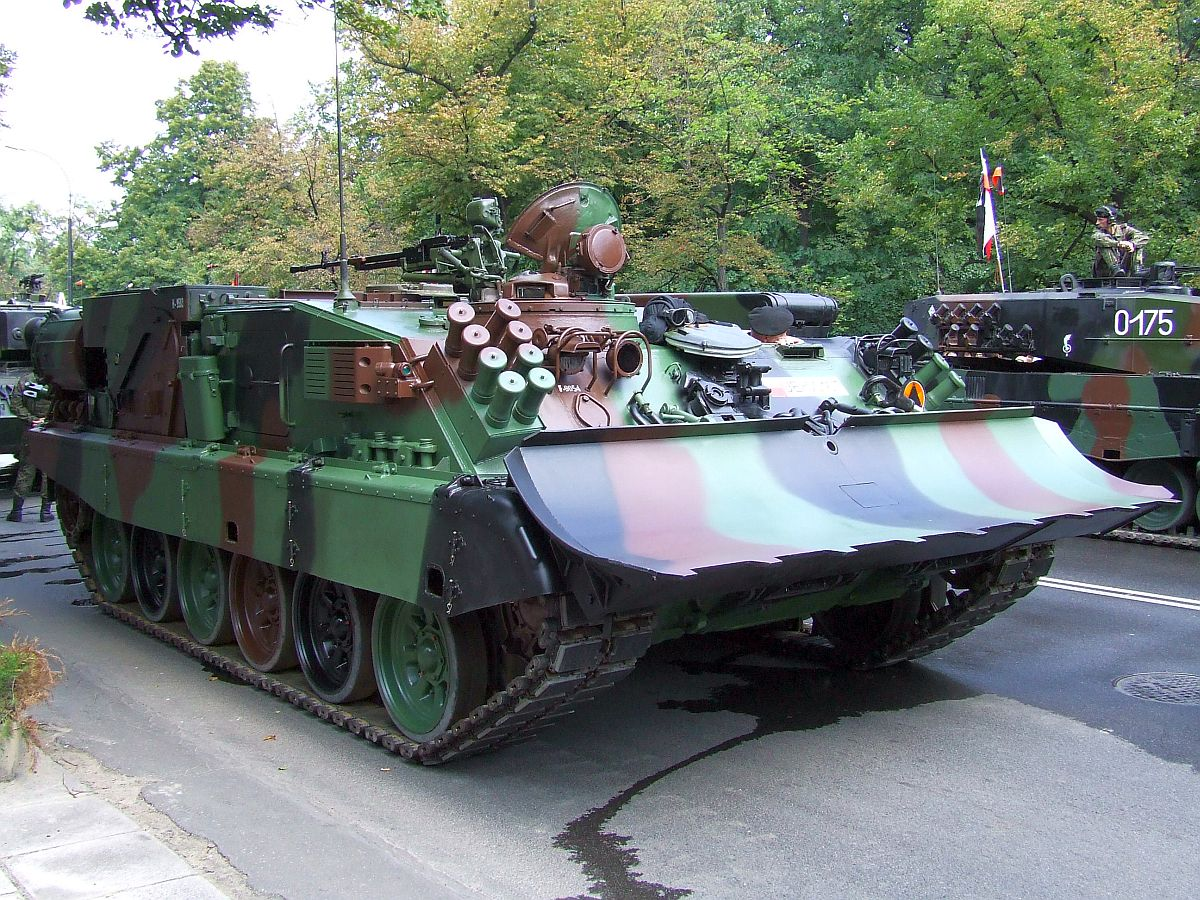
WZT-3 na defiladzie z okazji Święta Wojska Polskiego w Warszawie
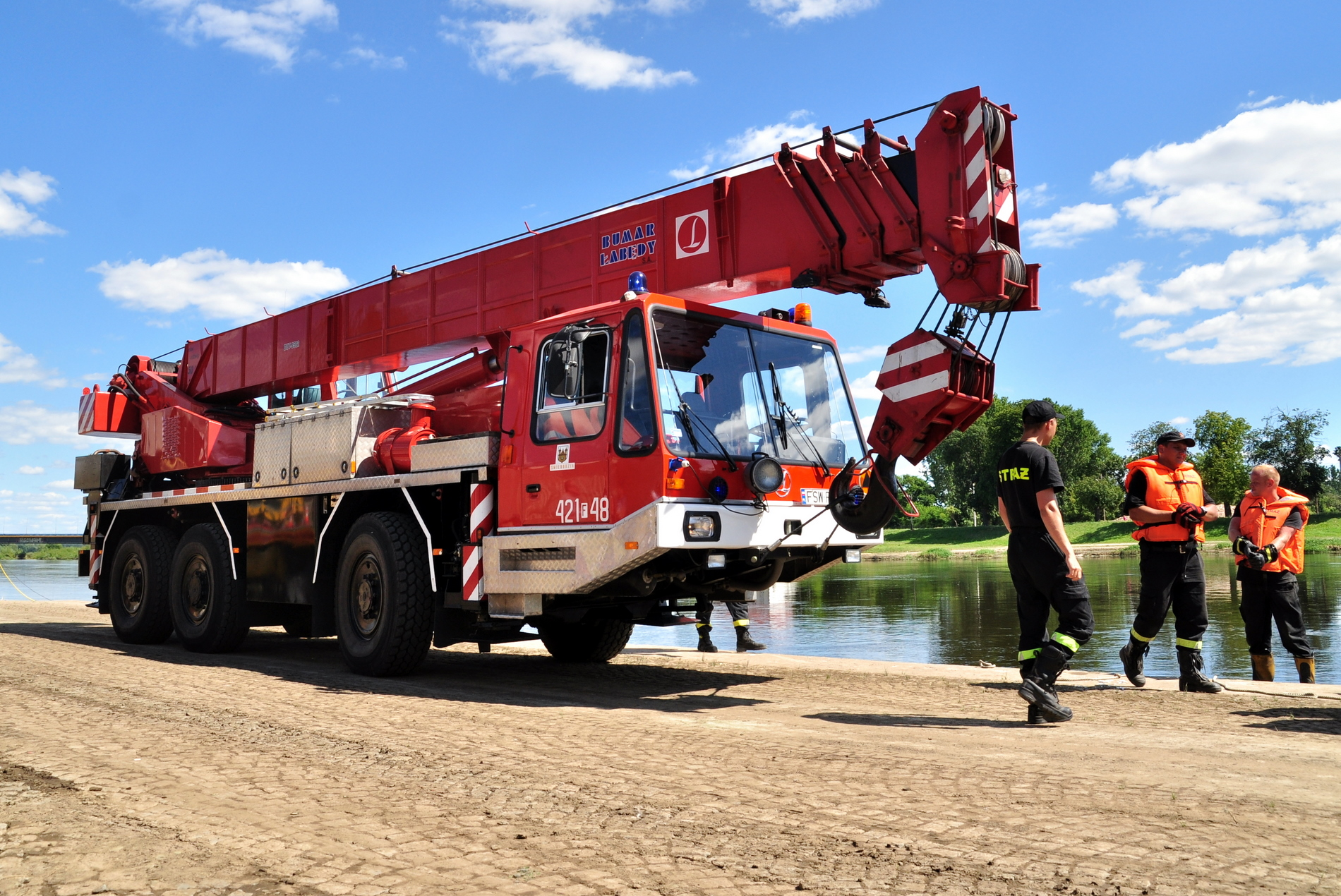
Żuraw samojezdny DUT-0502 należący do JRG Świebodzin, woj. lubuskie
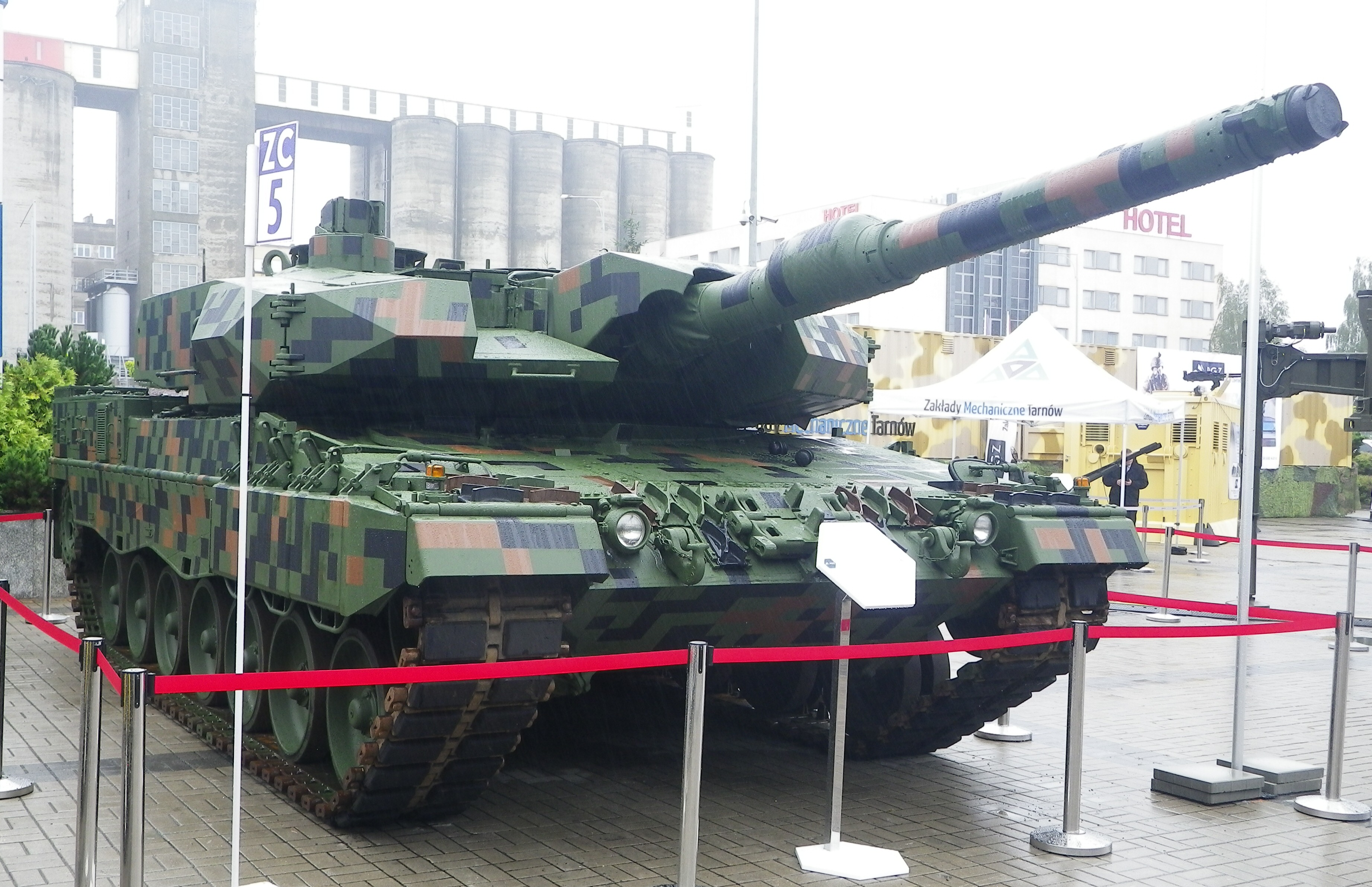
Czołg Leopard 2PL